# Mähring
Mähring è un comune tedesco di 1 946 abitanti, situato nel land della Baviera.